# Politische Differenz
Mit dem Begriff der politischen Differenz führt die Politische Theorie die Unterscheidung zwischen der Politik und dem Politischen ein. Die Politik umfasst einen engen Politikbegriff und bezieht sich auf die Politik als soziales Funktionssystem (z. B. Staat, Regierung, Parteien).
Dieser enge Begriff beschäftigt sich mit der Frage, wie die Politik zu organisieren ist und wie sich diese Organisation rechtfertigen lässt.
Hingegen verweist der weite Begriff in der Politischen Theorie auf Fragen nach dem Wesen des Politischen und befasst sich mit der politischen Dimension des Sozialen.
Mit der Einführung des Begriffs der politischen Differenz soll der Begriff des Politischen geschärft werden.

## Begriffsgeschichte
Das Politische leitet sich ursprünglich vom griechischen Begriff Polis her und meint nach Platon und Aristoteles das politische Gemeinwesen. Politisches Handeln bezieht sich hierbei auf den Begriff der Polis als konkreten Raum des Politischen; eine begriffliche Unterscheidung zwischen der Politik und dem Politischen ist noch nicht angelegt. Erst Ende des 20. Jahrhunderts wurde die politische Differenz in der politischen Theorie und Philosophie eingeführt. Seitdem wird der Begriff immer wieder neu aufgegriffen.
Die ausführlichste Auseinandersetzung mit der Unterscheidung in das Politische (le politique) und die Politik (la politique) fand in Frankreich u. a. durch die Arbeiten von Paul Ricœur, Jean-Luc Nancy, Philippe Lacoue-Labarthe, Claude Lefort, Alain Badiou und Jacques Rancière statt. Im deutschsprachigen Raum kommt es mit Carl Schmitt erstmals zu einer Unterscheidung zwischen der Politik und dem Politischen. Mit Carl Schmitt bildet das Politische keinen eigenen Bereich oder eine eigene Sphäre. Das Politische findet sich mit Schmitt überall dort, wo sich eine Freund-Feind-Konstellation bildet. Damit schreibt sich das Politische immer auch in andere gesellschaftliche Bereiche ein und politisiert diese. Die Erfindung der politischen Differenz schreibt der Philosoph Ernst Vollrath jedoch auch Hannah Arendt zu.
Nach Oliver Marchart lassen sich in der Auseinandersetzung mit dem Begriff des Politischen in Abgrenzung zur Politik zwei Traditionslinien unterscheiden: die assoziative und die dissoziative Linie. Machart bezieht sich bei der Unterscheidung der Traditionslinien auf Hannah Arendt und Carl Schmitt. Erstere formuliert laut Marchart eine assoziative Theorie des Politischen, die das Politische als freien, kommunikativen Raum des Miteinanderhandelns definiert. Hingegen betont Carl Schmitt den dissoziativen Aspekt, der das Politische als Raum der Macht und des Konflikts fasst.

## Rezeption

### Assoziative Traditionslinien
Nach Oliver Marcharts Definition des Politischen im Rahmen der assoziativen Traditionslinie muss das Politische erst aus dem allgemeinen Konzept der Politik herausgefiltert werden. Dafür ist aber ein reiner Begriff des Politischen nötig (dieser wurde von Hannah Arendt geprägt), welcher die Autonomie des Politischen hervorhebt. Diese Autonomie meint vor allem, dass das Politische bestimmten sozialen Aspekten, wie z. B. bürokratischen oder ökonomischen Formen von Rationalität nicht untergeordnet sein darf. Zentral sei, die Autonomie des Politischen gegenüber anderen Bereichen des Sozialen herauszuarbeiten, um den authentischen Charakter des Politischen freizulegen. In der assoziativen Traditionslinie findet sich mit Arendt dieser authentische Charakter in kommunikativen Momenten des „acting in concert“ bzw. „acting together“. In der arendtschen Traditionslinie wird vor diesem Hintergrund dementsprechend der assoziative Aspekt des Politischen betont. So steht das gemeinsame Handeln im öffentlichen Raum im Vordergrund. Dieses Verständnis wurde im deutschsprachigen Raum von Hannah Arendts Schüler Ernst Vollrath als besondere Form der Anwendung der Urteilskraft ausgearbeitet. Es wird in axiomatisch-systematischer Form von Hans Buchheims ontologisch fundiert.

Im englischsprachigen Raum legt beispielsweise Sheldon Wolin dieses Verständnis des Politischen seinen Arbeiten zugrunde: 
Ich werde das Politische als Ausdruck der Idee verstehen, dass eine freie Gesellschaft, die aus Diversitäten zusammengesetzt ist, sich dennoch Momenten der Gemeinschaftlichkeit erfreuen kann, sobald durch öffentliche Deliberationen kollektive Macht eingesetzt wird, um das Wohlergehen der Kollektivität zu fördern oder zu beschützen.

### Dissoziative Traditionslinien
In der dissoziativen Traditionslinie, die sich auf die Arbeiten von Carl Schmitt zum Begriff des Politischen beziehen, wird der Antagonismus betont. So gründet z. B. Chantal Mouffe das Politische auf den Begriff des Agonismus: Während Carl Schmitt mit dem Begriff des Antagonismus eine Freund-Feind-Unterscheidung beschreibt, entwickelt Chantal Mouffe den Schmittianischen Begriff weiter zum Begriff des Agonismus: Statt einer Freund-Feind-Beziehung wird die Beziehung durch das Prinzip der Gegnerschaft formuliert: Gegner erkennen die Legitimität der Opponenten an und sind untereinander derselben politischen Gemeinschaft zugehörig. Im Kampf unvereinbarer hegemonialer Projekte zeigt sich dieser Agonismus besonders. Das Ziel ist hierbei aber nicht die Vernichtung der Gegenspieler wie bei Carl Schmitt, sondern die Durchsetzung der eigenen Projekte.
Diese Hegemonie spielt für Mouffe bei der Definition des Politischen eine wichtige Rolle. Da das Politische aus Agonismen besteht, muss der hegemoniale Charakter gesellschaftlicher Ordnung anerkannt werden. Alle Projekte verschiedener Parteien sind als hegemonial anzuerkennen, was bedeutet, dass die gesellschaftliche Ordnung beispielsweise keineswegs als ewig bestehend anzusehen ist. Alles ist auf einen gewissen Zeitraum begrenzt, solange bis andere Projekte sich durchsetzen und die Ordnung verändern.

## Ausblick
Während sich in der Politikwissenschaft vor allem ein empirisch-analytischer Zugang durchgesetzt hat, der sich auf den Begriff der Politik bezieht, bildet die Auseinandersetzung mit dem Begriff der politischen Differenz und damit mit dem Begriff des Politischen einen ausschließlich theoretisch-philosophischen Zugang: „Als Differenz wird die politische Differenz der empirischen Wissenschaft entwunden und zur Sache einer politischen Theorie, die einen selbstbewusst philosophischen Beobachtungsstandpunkt bezieht.“